# رسالة خامنئي إلى الشباب في الغرب

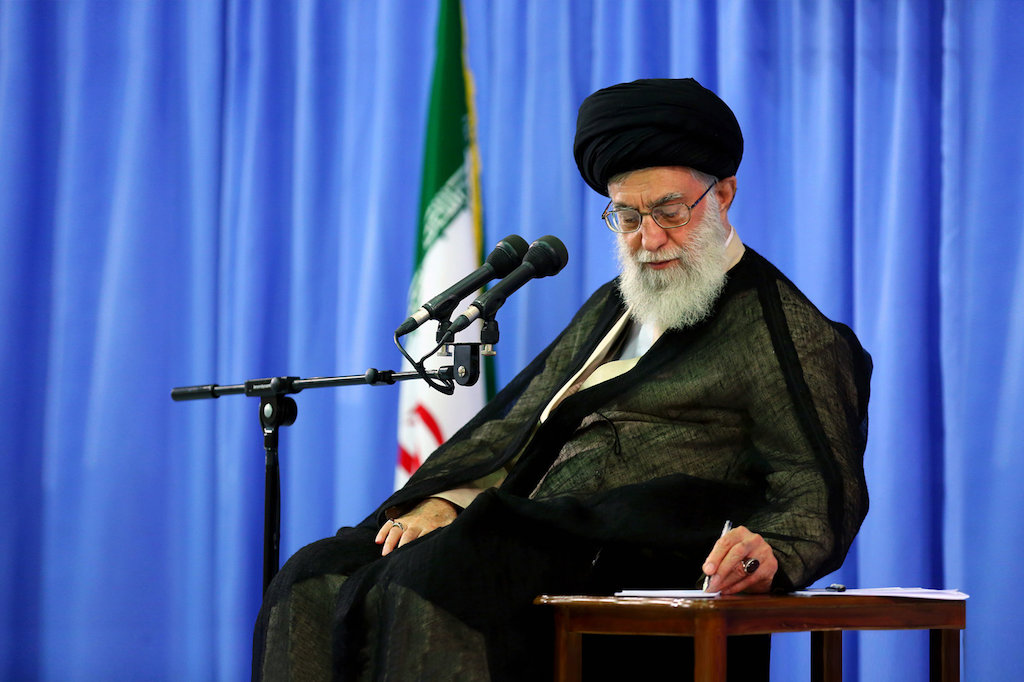
سيد علي خامنئي.

وجّه المرشد الأعلى في إيران، علي خامنئي، رسالة مفتوحة بعنوان «القلق المشترك» إلى الشباب في الدول الغربية في 29 تشرين الثاني عام 2015 ، وأعرب فيها عن حزنه حول الهجمات والأعمال الإرهابية المعاصرة مثل هجمات باريس (نوفمبر 2015) ، وحادثة تحطم متروجت الرحلة 9268 وتفجيرا بيروت 2015 ، وانتقد منطق الغرب المتناقض بشأن الإرهاب.
تعدّ هذه الرسالة الثانية من نوعها.
وترجمت إلى 58 لغة وقد انتشرت على حساباته في مختلف وسائل الاعلام الاجتماعية من تويتر والفيسبوك وإينستاجرام.

## دليل الكتابة
یقول علی خامنئی انّ ما دفعه لکتابة الرسالة هو الهجمات والأحداث الإرهابية التي استهدفت فرنسا عام 2015 من قبل حركات إرهابية ذات توجّهات سلفيّة، حيث يرى بأنّها أكبر عملية لتشويه صورة الدين وتنعكس على طبيعة العلاقة بين المسلمين وغيرهم من اتباع الأديان الأخری، في المجتمعات الغربية:

## محتوی الرسالة
الرسالة التي وجّهها المرشد الاعلى في إيران علي خامنئي، إلى الشباب في الغرب تعتبر الثانية من نوعها. ففی بدایتها أعرب علي خامنئی عن حزنه للهجوم الإرهابي الذي وقع في باريس (نوفمبر 2015) وحادثة تحطم متروجت الرحلة 9268 وتفجيرا بيروت 2015، قائلاً بأنّ مشاهدة هذه المناظر وهذه معاناة هي مؤلمة ومحزنة لكل من له نصيب من المحبة والإنسانية، أينما تقع وفي أي مكان في العالم، في فرنسا أو في فلسطين أو لبنان أو العراق أو سوريا.
مؤكداً علی أن هذا الإرهاب أصبح القلق المشترك بين المسلمين والغربيين. ولكنّه يُميز بين ما خلّفه الإرهاب في هجمات باريس من قلق وانعدام للأمن في الغرب، وبين القلق والآلام التي عاشتها وتحملتها شعوب العراق واليمن وسورية وأفغانستان:
وأشار خامنئي إلى ازدواجية معايير الدول الغربية في تعاملها مع حركة الصحوة في العالم الإسلامي. وأكد علی دور أمريكا في دعم الجماعات الإرهابية كتنظيم القاعدة، وحركة طالبان، وداعش، قائلاً:
وكذلك أشار خامنئي إلى «الشعب الفلسطيني المظلوم»، الذي شهد أسوأ أنواع الإرهاب على مدى السنوات الستين الماضية.
وانتقد إسرائيل وحلفائها.
وفي نهاية الرسالة دعا خامنئي الشباب إلی إرساء أسس للتعامل الصحيح مع المسلمين، التي ترتكز علی «المعرفة الصحيحة والنظرة العميقة»، والإعتبار من التجارب المريرة 
وذلك من أجل ايجاد الثقة والاعتماد، والأمن والطمأنينة، وإشراق الأمل بمستقبل زاهر على أرض المعمورة.

## ترجمتها
تُرجمت هذه الرسالة إلى 58 لغة، نتيجة الجهود التي أجراتها وزارة الشؤون الخارجية وخريجي جامعة المصطفى العالمية، وممثل المرشد الأعلي في جامعة محقق الأردبيلي وسفارات الدول.

## وصلات خارجية
- رسالة إلى كل الشباب في البلدان الغربية